# دفتر دگرسانی‌ها در غزل‌های حافظ
دفتر دگرسانی‌ها در غزل‌های حافظ کتابی از سلیم نیساری است که به بررسی اختلاف‌ها در ضبط غزل‌های حافظ می‌پردازد. 

## نگارش
نیساری برای تدوین این اثر، پنجاه نسخه خطی سده نهم از دیوان حافظ را جزء به جزء مورد بررسی قرار داد و از تمامی تفاوت‌های آنها فیش‌برداری کرد.

## جوایز
این کتاب برگزیدهٔ دومین دورهٔ کتاب فصل شد.

## نقد و بررسی
نشست نقد و بررسی این اثر با حضور نویسنده، ابوالحسن نجفی و علی‌اشرف صادقی در ۲۱ آبان ۱۳۸۶ برگزار شد.
بهمن خلیفه و بهروز ثروتیان هم به بررسی این اثر پرداخته‌اند.